# Svetlana Kazanina
Svetlana Kazanina (née le 31 octobre 1971 à Taldykourgan) est une athlète kazakhe spécialiste de l'heptathlon.

## Carrière

### Palmarès
| Date | Compétition                    | Lieu     | Résultat | Épreuve    | Points |
| ---- | ------------------------------ | -------- | -------- | ---------- | ------ |
| 1995 | Championnats d'Asie            | Djakarta | 1re      | Heptathlon | 5 728  |
| 1995 | Championnats du monde          | Göteborg | —        | Heptathlon | DNF    |
| 1996 | Jeux olympiques                | Atlanta  | 18e      | Heptathlon | 6 002  |
| 1997 | Championnats du monde en salle | Paris    | 10e      | Pentathlon | 4 216  |
| 1997 | Jeux de l'Asie de l'Est        | Busan    | 1re      | Heptathlon | 5 971  |
| 1997 | Championnats du monde          | Athènes  | —        | Heptathlon | DNF    |
| 1998 | Championnats d'Asie            | Fukuoka  | 2e       | Heptathlon | 5 779  |
| 1998 | Jeux asiatiques                | Bangkok  | 2e       | Heptathlon | 5 775  |
| 1999 | Championnats du monde          | Séville  | 15e      | Heptathlon | 5 993  |
| 2000 | Multistars                     | Florence | 1re      | Heptathlon | 6 111  |
| 2000 | Championnats d'Asie            | Djakarta | 1re      | Heptathlon | 6 074  |
| 2000 | Jeux olympiques                | Sydney   | 16e      | Heptathlon | 5 898  |
| 2001 | Multistars                     | Florence | 1re      | Heptathlon | 6 159  |
| 2001 | Jeux de l'Asie de l'Est        | Osaka    | 1re      | Heptathlon | 6 078  |
| 2001 | Championnats du monde          | Edmonton | —        | Heptathlon | DNF    |
| 2002 | Championnats d'Asie            | Colombo  | 1re      | Heptathlon | 5 841  |
| 2003 | Championnats du monde          | Paris    | 11e      | Heptathlon | 6 047  |
| 2003 | Décastar                       | Talence  | 3e       | Heptathlon | 6 083  |
| 2004 | Jeux olympiques                | Athènes  | —        | Heptathlon | DNF    |

### Records
| Épreuve           | Performance | Lieu      | Date            |
| ----------------- | ----------- | --------- | --------------- |
| Lancer du javelot | 50,17 m     | Paris     | 24 août 2003    |
| Heptathlon        | 6228 pts    | Tachkent  | 10 juillet 1999 |
| Pentathlon        | 4 464 pts   | Karaganda | 12 février 2000 |